# (58191) Dolomiten
(58191) Dolomiten est un astéroïde de la ceinture principale.

## Description
(58191) Dolomiten est un astéroïde de la ceinture principale. Il fut découvert le 28 décembre 1991 à Tautenburg par Freimut Börngen. Il présente une orbite caractérisée par un demi-grand axe de 2,28 UA, une excentricité de 0,07 et une inclinaison de 6,5° par rapport à l'écliptique.

## Compléments